# Lien interpersonnel
Le lien interpersonnel est un lien social entre deux individus ou deux agents sociaux. Il s'agit originellement d'un concept de sociologie.

## Concept
Le sociologue et philosophe allemand Georg Simmel appelle « sociabilité » tout ce qui renvoie aux relations familiales, amicales ou de voisinage et à toute autre forme de relation basée sur le contact de proximité.
La psychologie de l'enfance montre que les liens interpersonnels sont nécessaires au bon développement de la psyché de l'enfant. Ce développement passe par plusieurs phases, du lien interpersonnel émergent, de la naissance du bébé jusqu'à trois mois, jusqu'au lien interpersonnel verbal, à partir de quinze mois.
Le concept a été utilisé en économie. La création de liens interpersonnels permet de faciliter le fonctionnement d'un système économique. Ainsi, les capital-risqueurs créent du lien interpersonnel avec des entreprises dans lesquelles elles cherchent à investir afin de s'assurer de sa viabilité.